# Erro de paralaxe

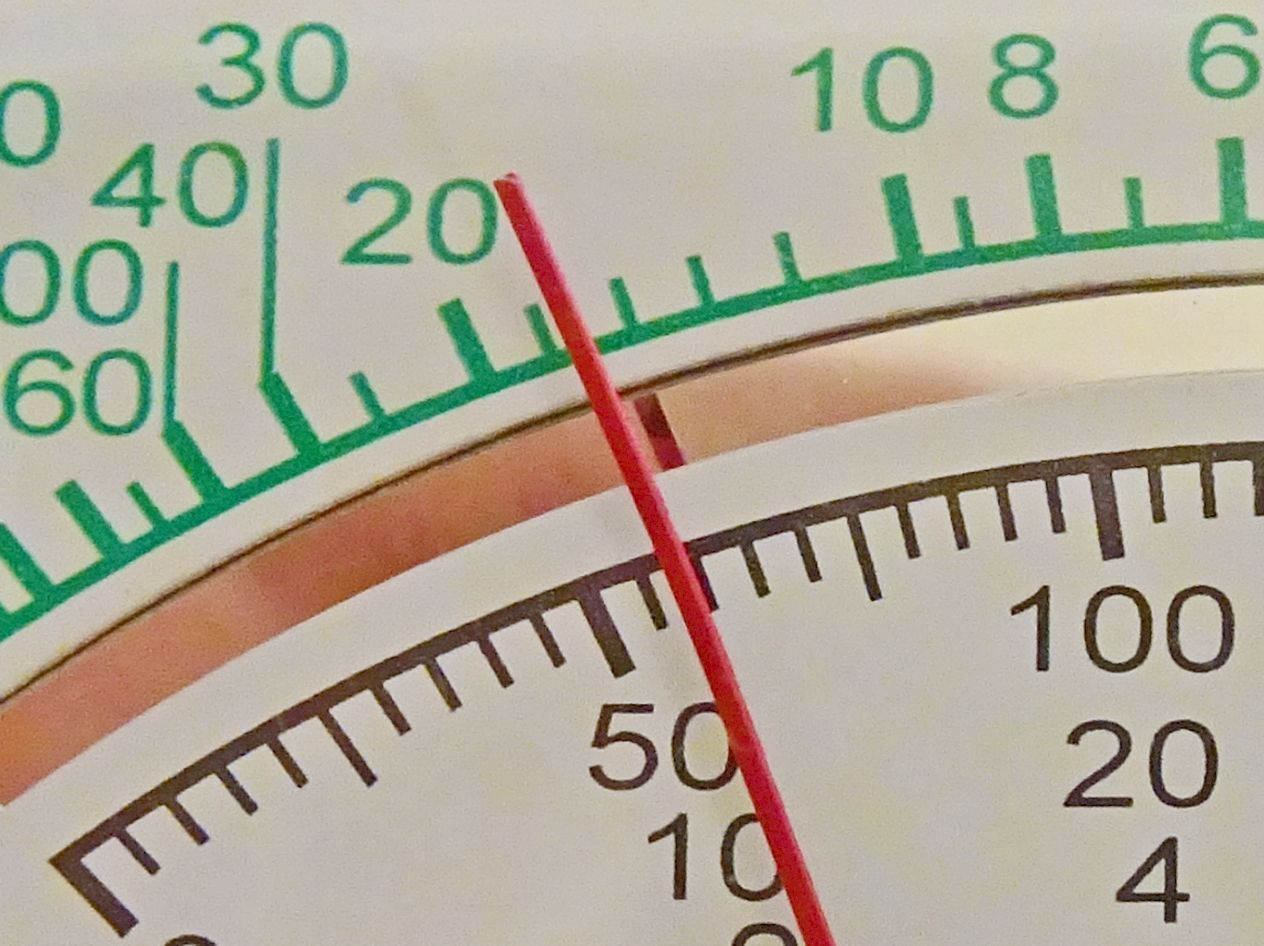
A leitura do multímetro está afetada pelo erro de paralaxe pois o ponteiro não está exatamente sobre o reflexo de sua imagem.

Erro de paralaxe é um erro que ocorre pela observação errada na escala de graduação causada por um desvio optico causado pelo ângulo de visão do observador. Pode ocorrer em vidrarias como buretas, provetas, pipetas etc. Por exemplo, quando é necessário medir um volume na proveta, se você não observar o menisco de um ângulo que faça o menisco ficar exatamente na altura dos seus olhos, você poderá ter uma medida errada e, portanto, um erro de paralaxe, podendo obter uma medida maior ou menor que a correta, dependendo do ângulo de observação.

## Na fotografia
Na fotografia, o erro de paralaxe é comum em câmeras compactas. Como o visor por onde o fotógrafo vê a imagem fica ao lado da lente por onde a imagem será captada, existe um ângulo diferente de visão. Esse erro causa então um desvio de enquadramento para o lado contrário do visor.